# Попутник (фільм СРСР, 1986)
«Попутник» (рос. «Попутчик») — радянський художній фільм-соціальна драма, знятий в 1986 році на кіностудії «Мосфільм».

## Сюжет
Винахідник-самоучка Костилін, переконаний в доцільності своєї останньої праці, на цей раз вирішив домагатися визнання до кінця. Його листи прочитувалися в столичному науково-дослідному інституті Жиліним, і поверталися винахідникові з одними і тими ж відписками доти, поки про бюрократа не надрукували фейлетон в центральній газеті. І тепер Жилін, щоб довести свою правоту, їде до Костиліна, який волею випадку опинився його попутником…

## У ролях
- Олександр Збруєв — Сергій Дмитрович Жилін
- Валерій Прийомихов — Микола Костилін
- Іван Бортник — Іван
- Тамара Дегтярьова — Катерина
- Всеволод Шестаков — Юрій Іванович Сєдов
- Євген Важенін — голова колгоспу
- Надія Тимохіна — Марина
- Мар'яна Полтєва — Оля
- Володимир Бєлоусов — Вітя
- Михайло Богдасаров — офіціант
- Юрій Горін — Приходько
- Галікс Колчицький — учитель
- Олександр Краснов — Федір Микитович
- Володимир Піскунов — гість
- Світлана Пархомчик — Валя
- Андрій Смоляков — інспектор ДАІ
- Олександра Турган — Жиліна
- Володимир Юматов — друг Жиліна
- Максим Троїцький — син Жиліна
- Тетяна Юліс — Таня, дочка Івана

## Знімальна група
- Режисер — Іван Кіасашвілі
- Сценаристи — Павло Лунгін, Іван Кіасашвілі
- Оператори — Денис Євстигнєєв, Володимир Степанов
- Композитор — В'ячеслав Ганелін
- Художник — Павло Ілишев